# Джибладзе Володимир Георгійович
Володимир Георгійович Джибладзе (груз. ვლადიმერ გიორგის ძე ჯიბლაძე; 1879-1938) — грузинський політик, член Всеросійських установчих зборів і Установчих зборів Грузії (1919—1921).

## Біографія
Народився 1879 року у селі Хунджулаурі в Імеретії у селянській сім'ї. Початкову освіту здобув у чотирикласній сільській школі в Кулаші, потім навчався в Тифліській ремісничій школі, але навчання не закінчив.
З 1896 року працював слюсарем у головних майстернях Закавказької залізниці; входив до перших нелегальних соціал-демократичних гуртків робітників.
З 1897 року — член Російської соціал-демократичної робочої партії. Знаходився під поліцейським політичним наглядом із 1898 року. У 1901 році за участь у страйку на головних залізничних станціях його було заарештовано та вислано з Тифлісу. Працював слюсарем на заводі Нобеля в Батумі. Там став одним з перших розповсюджувачів соціал-демократичних ідей і незабаром був обраний членом Комітету працівників-соціал-демократів. Партійне прізвисько «Петров». Того ж року був заарештований знову і на три роки висланий до Архангельської губернії. Біг із заслання і повернувся до Грузії.
З 1905 року примикав до меншовиків. Делегат Стокгольмського з'їзду РСДРП від кутаїської організації Російської соціал-демократичної партії (1905).
12 червня 1912 року був заарештований у Батумі, 28 травня 1913 року засуджений до висилки до Сибіру на довічне поселення. Повернувся із заслання після Лютневої революції 1917 року.
Обраний членом виконавчого комітету Тбіліської Ради робітничих та солдатських депутатів та членом Центрального комітету Грузинської соціал-демократичної партії. У листопаді 1917 — членом Національної ради Грузії. У грудні 1917 року виступив одним із організаторів Червоної гвардії Грузії (згодом — Народна гвардія), обраний членом Генерального штабу гвардії.
Наприкінці 1917 або на початку 1918 року був обраний до Всеросійських установчих зборів у Закавказькому виборчому окрузі за списком № 1 (меншовики).
Член Закавказького сейму із лютого 1918 року. Член парламенту Демократичної Республіки Грузії.
12 березня 1919 року обраний членом Установчих зборів Грузії за списком Соціал-демократичної партії Грузії, був членом військової комісії.
Брав участь у бойових діях, які проводила Народна гвардія.
У 1921 році, під час радянсько-грузинської війни брав участь у боях проти Червоної армії; після радянської окупації залишився в Грузії та жив у рідному селі.
30 квітня 1921 року разом з іншими лідерами меншовиків заарештований та відправлений до Тифлісу за наказом Надзвичайної комісії СРСР. 5 липня 1921 року отримав три місяці позбавлення волі; знаходився у в'язниці «Метехі».
16 грудня 1922 року разом із 52 іншими політв'язнями був відправлений до Москви; перебував у Суздальській в'язниці. Після закінчення терміну ув'язнення було вислано до Центральної Азії, де працював співробітником складу «Боржомвод». .
Неодноразово (1931, 1933, 1935) заарештовувався за антирадянську діяльність, позбавлявся права проживання на Кавказі та Закавказзі, Москві та області. У травні 1936 висланий до Йошкар-Оли на 3 роки.
13 листопада 1937 року був заарештований у селі Коряково (нині не існує) і відправлений до Москви. 8 лютого 1938 року засуджений до страти за участь у «контрреволюційній терористичній організації».
Розстріляний на полігоні Комунарка. Реабілітований 17 квітня 1989 року Генеральною прокуратурою СРСР, у квітні 1991 року Генеральною прокуратурою СРСР і 30 грудня 1993 року Генеральною прокуратурою Російської Федерації.